# Шенефелд (Округ Пинеберг)
Шенефелд (њем. Schenefeld) град је у њемачкој савезној држави Шлезвиг-Холштајн. Једно је од 49 општинских средишта округа Пинеберг. Према процјени из 2010. у граду је живјело 18.195 становника. Посједује регионалну шифру (AGS) 1056044.

## Географски и демографски подаци
Шенефелд се налази у савезној држави Шлезвиг-Холштајн у округу Пинеберг. Град се налази на надморској висини од 21 метра. Површина општине износи 10,0 km². У самом граду је, према процјени из 2010. године, живјело 18.195 становника. Просјечна густина становништва износи 1.821 становника/km².

## Међународна сарадња
| Мјесто  | Држава      | Врста сарадње | Од    |
| ------- | ----------- | ------------- | ----- |
|         | Француска   | контакт       | 2005. |
|         | Француска   | партнерство   | 2005. |
| Луњинец | Бјелорусија | партнерство   | 2001. |
| Извор   |             |               |       |